# Racza-Leczchumi i Dolna Swanetia
Racza-Leczchumi i Dolna Swanetia (gruz. რაჭა-ლეჩხუმისა და ქვემო სვანეთის მხარე, Racz'a-Leczchumis da
Kwemo Swanetis mchare) – region północno-zachodniej Gruzji, ze stolicą w Ambrolauri. Region ten od zachodu graniczy z Megrelią i Górną Swanetią, od południa z Imeretią, od wschodu z Wewnętrzną Kartlią, północna granica regionu jednocześnie jest granicą państwa z Rosją.

## Geografia i gospodarka
Prowincje Racza-Leczchumi i Dolnej Swanetii, wraz z liczbą mieszkańców (2016):
1. Ambrolauri – 2000 (miasto), 8900 (gmina)
2. Lentechi – 4400
3. Oni – 6000
4. Cageri – 10 200

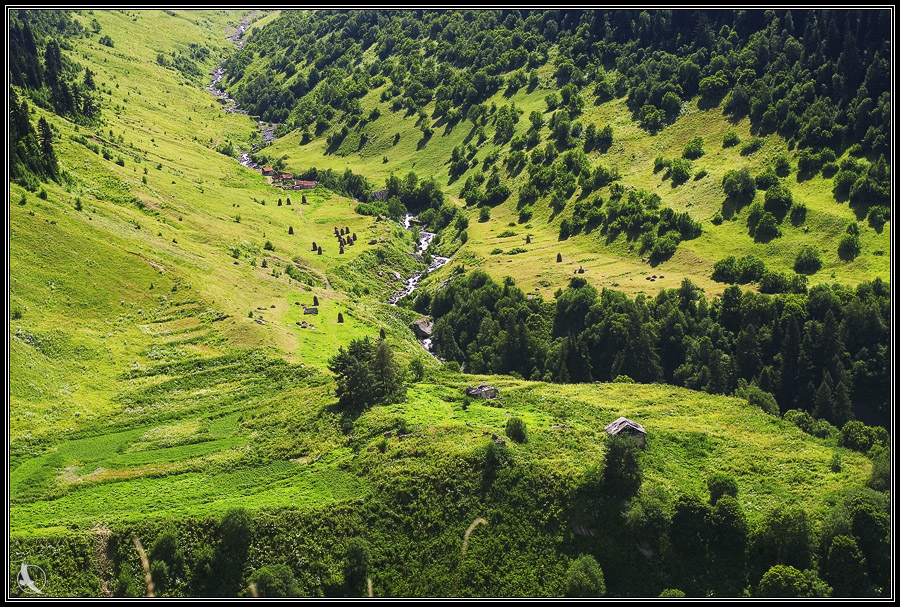
Widok z uzdrowiska Shovi

Gospodarka regionu opiera się głównie na rolnictwie (winorośl – 1649 ha, owoce – 1498 ha, zboże, kukurydza – 8531 ha oraz hodowlą bydła). Prowincje Cageri i Ambrolauri znane są z uprawy winorośli i produkcji wina: Chwanczkara, Aleksandreuli, Odżaleszi i Tetra. Z 600 gatunków win gruzińskich aż 300 pochodzi z tego regionu. Bardzo słabo rozwinięte są połączenia drogowe, głównie są to kręte i wąskie drogi. Zimą helikopter stanowi jedyny środek transportu aby dotrzeć do niektórych miast z prowincji Ambrolauri i Oni.
Przemysł Racza-Leczchumi i Dolnej Swanetii to głównie produkcja energii elektrycznej w elektrowniach wodnych (45%) i przemysł przetwórczy (40%). W regionie wydobywa się arsen, marmur, kwarc (prowincje Ambrolauri i Lentechi) oraz baryt, molibden, wolfram (prowincja Oni).
48% powierzchni regionu zajmują lasy. Występują w nich następujące gatunki drzew: modrzew, buk, dąb, klon i inne.

## Turystyka
Najpopularniejsze atrakcje regionu:
- katedra w Nikorcmindzie
- katedra Barakoni
- forteca Chotewi